# Peter Michael Mombaur
Peter Michael Mombaur (* 12. Dezember 1938 in Solingen; † 23. April 2021) war ein deutscher Rechtsanwalt und Politiker (CDU).

## Leben
Mombaur machte sein Abitur am Gymnasium Schwertstraße in Solingen und studierte anschließend Rechtswissenschaften und Geschichte in Marburg, Bonn und Köln. 
Von 1978 bis 1994 war der zum Dr. jur. promovierte Mombaur geschäftsführendes Präsidialmitglied des Deutschen Städte- und Gemeindebundes sowie Geschäftsführer des Landesverbandes für Nordrhein-Westfalen, von 1988 bis 2000 war er stellvertretendes Mitglied des Verfassungsgerichtshofs des Landes Nordrhein-Westfalen. Er saß außerdem in den Vorständen unter anderem des Deutschen Sparkassen- und Giroverbandes, der Deutsch-Polnischen Regierungskommission und der ständigen Konferenz der Gemeinden und Regionen beim Europarat. Er wirkte als Generalsekretär der Deutschen Sektion im Rat der Gemeinden Europas. In der Zeit des Falls des Eisernen Vorhangs beriet er die demokratischen Regierungen in Polen, Ungarn und der DDR. 1994 begann er als Rechtsanwalt, schließlich war er noch Vizepräsident der Europäischen Energiestiftung.
Mombaur trat 1956 in die Junge Union Solingen ein, deren Vorsitzender er von 1960 bis 1964 war. Nur ein Jahr nach der JU wurde er 1957 auch Mitglied der CDU, bei der er den Parteivorständen in Solingen und Haan angehörig war. In beiden Städten saß er auch einige Jahre lang im Stadtrat. Von 1994 bis 2004 gehörte er dem Europäischen Parlament an.
Mombaur war verheiratet, lebte in Düsseldorf und wurde Vater dreier Kinder.